# Daniel Rasilla
Daniel Rasilla Colaso (Maliaño, Cantabria, 28 de abril de 1980) es un deportista español. Inició su actividad deportiva gracias a su padre, Daniel Rasilla (1956-2021). Ha sido campeón de Europa y del Mundo de full contact WAKO y campeón de España de boxeo.

## Biografía
A los catorce años comienza a practicar el full contact y a los 19, el boxeo. Disputó su primer combate en 2001. En 2004 participó en el BOXAM (Torneo Internacional de Boxeo Amateur), el principal torneo de boxeo amateur de España, en la categoría de 'peso superligero', perdiendo por 30:8 frente al español Zebenzuy Diaz en los cuartos de final. En la categoría es aspirante al título de Campeón de España de boxeo. 
En 2006 se convirtió en Campeón del Mundo de Full Contact (WAKO) en la categoría de peso superligero después de vencer a Cristophe Mickeyet. En mayo de 2007 logró revalidar el título al derrotar al polaco Michal Tomczykowski.
En 2015, tras quince años de competiciones, abandonó su carrera como profesional para dedicarse a la enseñanza y a entrenar a nuevos deportistas en full contact y en boxeo en el gimnasio que posee, junto con su padre, en Maliaño.

## Palmarés
- Disputó 67 combates entre full contact y boxeo con 52 victorias, dos nulos y trece derrotas (todas las derrotas siendo amateur, invicto como neoprofesional y profesional, más de 4 años).
- Tres veces Campeón de España amateur full contact 2002-2003-2004.
- Medalla de bronce Campeonato de España boxeo Amateur 2005.
- Medalla de plata Juegos Panamericanos full contact WAKO Sao Paulo 2004.
- Campeón de España profesional full contact WAKO.
- Dos veces Campeón de Europa profesional full contact WAKO.
- Dos veces Campeón del Mundo profesional full contact WAKO.
- En boxeo profesional ha disputado 11 peleas con 11 victorias.
- El 15 de diciembre de 2007 se proclamó campeón de España ante Sang Nguyen Le en diez asaltos por decisión unánime.
- Realizó su primera defensa del título de Campeón de España el 26 de abril de 2008 ante Karim El Ouazghari.[3]

## Combates

### Boxeo
| 16 victorias (cuatro nocauts, doce decisiones), tres derrotas (dos nocauts, una decisión) |            |                       |                                            |         |           |                                                    |
| Nº                                                                                        | Fecha      | Rival                 | Lugar                                      | Asaltos | Resultado | Notas                                              |
| 1                                                                                         | 04-02-2006 | Marques Gil           | Astillero                                  | 4       | UD        |                                                    |
| 2                                                                                         | 10-06-2006 | Sergei Nikitin        | Peña Eguía                                 | 4       | Puntos    |                                                    |
| 3                                                                                         | 28-07-2006 | Kamal Khallou         | Peña Eguía                                 | 4       | KO (1)    |                                                    |
| 4                                                                                         | 23-12-2006 | Jamal Hajji           | Pabellón Revilla                           | 6       | TKO (6)   |                                                    |
| 5                                                                                         | 17-03-2007 | Jorge Lahoba          | Peña Eguía                                 | 6       | UD        |                                                    |
| 6                                                                                         | 20-07-2007 | Sento Martinez        | Astillero                                  | 6       | PTS       |                                                    |
| 7                                                                                         | 28-07-2007 | Benjamin Robles Murry | Astillero                                  | 6       | PTS       |                                                    |
| 8                                                                                         | 15-12-2007 | Hoang Sang Nguyen     | Revilla de Camargo                         | 10      | PTS       | Campeonato de España peso ligero                   |
| 9                                                                                         | 26-04-2008 | Karim El Ouazghari    | Revilla de Camargo                         | 10      | TKO (4)   | Campeonato de España peso ligero                   |
| 10                                                                                        | 31-05-2008 | Marian Cazaku         | Astillero                                  | 8       | PTS       |                                                    |
| 11                                                                                        | 27-07-2008 | Fernando Guevara      | Liencres                                   | 6       | TKO (4)   |                                                    |
| 12                                                                                        | 29-11-2008 | Hoang Sang Nguyen     | Maliaño                                    | 10      | TKO (2)   | Campeonato de España peso ligero                   |
| 13                                                                                        | 28-02-2009 | Marius Racaru         | Revilla de Camargo                         | 6       | PTS       |                                                    |
| 14                                                                                        | 21-03-2009 | Andy Murray           | Dublín                                     | 12      | UD        | Campeonato EBU-EU (Unión Europea) peso ligero      |
| 15                                                                                        | 09-05-2009 | Marcos Muñoz          | Revilla de Camargo                         | 6       | UD (6)    |                                                    |
| 16                                                                                        | 26-06-2009 | Juan Zapata           | Revilla de Camargo                         | 10      | MD (10)   | Campeonato de España peso superligero, vacante     |
| 17                                                                                        | 09-10-2009 | Euclides Espitia      | Liencres                                   | 6       | PTS       |                                                    |
| 18                                                                                        | 06-11-2009 | Paul McCloskey        | Meadowbank Sports Arena, Irlanda del Norte | 12      | TKO (9)   | Campeonato EBU (Europeo) peso superligero, vacante |
| 19                                                                                        | 20-02-2010 | Juan Alberto Martin   | Astillero                                  | 6       | PTS       |                                                    |

### Full Contact
| Fecha      | Rival                         | Lugar           | Asaltos | Resultado | Título                            |
| 18-12-2004 | David Racaj (España)          | Revilla Camargo |         |           | Campeonato de España Full Contact |
| 19-11-2005 | Jose Peres (Portugal)         | La Albericia    |         | UD        | Campeonato Europeo WAKO           |
| 06-05-2006 | Mohamed El Idrissi            | Revilla Camargo | 10      |           | Campeonato Europeo WAKO           |
| 28-10-2006 | Christophe Mickeyet           | Revilla Camargo | 12      | KO (9)    | Campeonato del Mundo WAKO         |
| 12-05-2007 | Michal Tomczykowski (Polonia) | Revilla Camargo | 12      | KO (11)   | Campeonato del Mundo WAKO         |

## Curiosidades
- El grupo MalaFama le ha hecho una canción en su honor.
- Posee un gimnasio en Maliaño.